# Krzeszyce
Krzeszyce (tuż po wojnie Kryszczyn lub Krzyszczyce; wcześniej niem. Kriescht) – wieś w Polsce położona w województwie lubuskim, w powiecie sulęcińskim, w gminie Krzeszyce.
W latach 1975–1998 miejscowość administracyjnie należała do województwa gorzowskiego.

## Położenie
Miejscowość jest siedzibą gminy Krzeszyce. Gmina położona jest 30 km od granicy polsko-niemieckiej. Wieś Krzeszyce ze wszystkich stron otoczona jest lasem, w którym znajdują się ruiny pochodzące sprzed I wojny światowej.

## Zabytki
Do wojewódzkiego rejestru zabytków wpisany jest:
- dom, ul. Skwierzyńska 16, z końca XIX wieku

## Parafia
Krzeszyce są siedzibą rzymskokatolickiej parafii pw. św. Antoniego Padewskiego.

## Sport
Od 1949 roku w Krzeszycach funkcjonuje piłkarski Klub Sportowy „Pogoń” Krzeszyce. Drużyna występuje w A-klasie, a domowe mecze rozgrywa na Stadionie Gminnym o pojemności ok. 1000 widzów.

## Ludzie związani z Krzeszycami
Na cmentarzu w Krzeszycach pochowany jest Józef Kowalski – ostatni weteran wojny polsko-bolszewickiej 1920 r..